# 卡斯蒂永 (滨海阿尔卑斯省)
卡斯蒂永（法語：Castillon，法語發音：[kastijɔ̃] ⓘ）是法国滨海阿尔卑斯省的一个市镇，位于该省东南部，属于尼斯区。

## 地理
卡斯蒂永（43°50'0"N, 7°28'20"E）面积7.51 平方千米，位于法国普罗旺斯-阿尔卑斯-蓝色海岸大区滨海阿尔卑斯省，该省份为法国东南部沿海省份，南濒地中海，西南至瓦尔省，西北接上普罗旺斯阿尔卑斯省，北部和东部与意大利接壤。
与卡斯蒂永接壤的市镇（或旧市镇、城区）包括：卡斯泰拉尔、芒通、佩耶、圣阿涅丝、索斯佩勒。

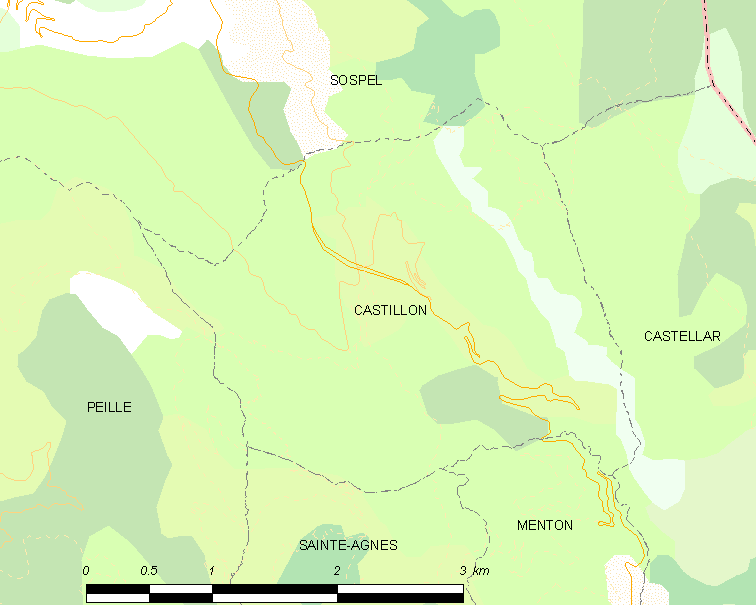
的OSM定位图

卡斯蒂永的时区为UTC+01:00、UTC+02:00（夏令时）。

## 行政
卡斯蒂永的邮政编码为06500，INSEE市镇编码为06036。

## 政治
卡斯蒂永所属的省级选区为芒通县。

## 人口

1962-2008年间人口变化图示

卡斯蒂永于2022年1月1日时的人口数量为422人。